# Enguerrand
Enguerrand war ein im französischen Mittelalter häufiger auftretender männlicher Vorname. Er entspricht dem fränkischen Ingram (auch Ingelram oder Engelram), der so auch im Anglo-Schottischen auftaucht. Später wurde er in der Version "Engelram" wieder eingedeutscht ("wieder", wenn man die alte fränkische, also germanische Form als deutsch bezeichnen will). Aus der Familie der Herren von Coucy:
- Enguerrand I. de Coucy († um 1116/18), Herr von Boves, La Fère und Coucy
- Enguerrand II. de Coucy (~1110–1147/1149), Herr von Coucy, Marle, Vervins, Pinon, Crépy, Crécy-sur-Serre und La Fère
- Enguerrand III. de Coucy (der Große oder der Erbauer; † ~1242), Herr von Coucy
- Enguerrand IV. de Coucy († 1310), Herr von Coucy, Marle, La Fére, Crèvecœur und Montmirail, Vizegraf von Meaux
- Enguerrand V. de Coucy, Sohn des Grafen Arnold III. von Guînes und der Alix, Schwester Enguerrands IV.
- Enguerrand VI. de Coucy (1313–1346), Herr von Coucy, Marle, La Fére, Oisy und Montmirail
- Enguerrand VII. de Coucy (~1339–1397), Herr von Coucy

Aus der Familie der Grafen von Ponthieu:
- Enguerrand I. (Ponthieu) († ~1045), Graf von Ponthieu
- Enguerrand II. (Ponthieu) († 1053), Graf von Ponthieu und Herr von Aumale
- Enguerrand III. (Ponthieu) († 1053)

Sonstige:
- Enguerrand II. de Boves († vor 1224), Kreuzritter aus dem Haus Boves
- Enguerrand de Marigny († 1315), Berater des französischen Königs Philipp IV.
- Enguerrand de Bournonville († 1414), französischer Militär in burgundischen Diensten
- Enguerrand de Monstrelet (1390–1453), französischer Chronist
- Enguerrand Quarton (1412/1515–1466), französischer  Maler